# Yusuf Balcıoğlu
Yusuf Balcıoğlu (* 1. Januar 1993 in Kocasinan) ist ein türkischer Fußballtorhüter.

## Karriere
Balcıoğlu begann mit dem Vereinsfußball in der Jugend von Kayseri Erciyesspor.
Mit der Reservemannschaft von Erciyesspor erreichte er in der Spielzeit 2010/11 die Vizemeisterschaft der TFF A2 Ligi.
Im Sommer 2011 erhielt er einen Profivertrag und nahm als Spieler der Reservemannschaft auch am Training der Profis teil und wurde bei der Mannschaftsplanung berücksichtigt. Sein Profidebüt gab er am 5. Dezember 2012 im Ligaspiel gegen Manisaspor. Zum Saisonende feierte er mit seinem Team die Meisterschaft der TFF 1. Lig und stieg in die Süper Lig auf.

## Erfolge
- Mit Kayseri Erciyesspor A2 (Rerservemannschaft):
  - Meisterschaft der TFF A2 Ligi (1): 2010/11

- Mit Kayseri Erciyesspor:
  - Meisterschaft der TFF 1. Lig (1): 2012/13
  - Aufstieg in die Süper Lig (1): 2012/13